# Valdevécar
Valdevécar es una localidad perteneciente al municipio de Albarracín,  (Sierra de Albarracín (comarca) en el extremo suroeste de la provincia de Teruel, comunidad autónoma de Aragón, España. En 2021 contaba con 15 habitantes empadronados.

## Geografía
Situada en el hondo del valle de su mismo nombre. La cruza el barranco de Valdevécar, de curso irregular y que en su finalización al salir del valle vierte las aguas al río Guadalaviar.